# Strada Statale 39 del Passo di Aprica
Die Strada Statale 39 (SS39) ist eine italienische Staatsstraße, die 1928 zwischen Tresenda und Edolo festgelegt wurde. Sie geht zurück auf die 1923 festgelegte Strada nazionale 30, von der sie ein Seitenast war. Ihre Länge beträgt 29 Kilometer. Wegen ihres Verlaufes über den Passo di Aprica erhielt sie den namentlichen Titel del Passo di Aprica.